# Agnes Jebet Ngetich
Agnes Jebet Ngetich (23 de gener de 2001) és una corredora de fons de Kenya. Va guanyar dues medalles al Campionat del Món de Camp a través de 2023, bronze en la cursa sènior femenina i or per equips. El gener de 2024, va millorar el rècord mundial femení de 10 km en 28 segons amb un temps de 28:46. També va batre el rècord mundial femení de 5 quilòmetres en una cursa mixta en superar la marca dels 5 km en 14:13, 6 segons més ràpid que el rècord mundial anterior.

## Carrera
Als 16 anys, Ngetich es va situar al 8è lloc al Campionat Nacional de Camp a Través sub-20 de Kenya 2017. Aquell mateix any, va acabar 6ª a les proves mundials de la joventut, marcant 9:13.0 sobre 3000 metres.
El febrer de 2018, Ngetich va assolir la 4ª posició al Campionat Nacional de Camp a Través sub-20 de Kenya. Poc després, va aconseguir una altra 4ª posició al Campionat d'Àfrica sub-20 de Camp a Través sub-20 a Algèria, contribuint a la victòria d'or per equips de Kenya.
Al març de 2019, als 18 anys, Ngetich va guanyar els 5.000 metres a les proves africanes sub-20 de Kenya.
El setembre de 2022, Ngetich va acabar subcampiona davant Sheila Chepkirui al Brasov Running Festival, cursa de 10 km a Brașov, Romania.
El 18 de febrer de 2023, amb 22 anys, Ngetich va guanyar la medalla de bronze en la cursa individual i l'or a la classificació per equips al Campionat del Món de Cap a Través celebrat a Bathurst, Austràlia.
El setembre de 2023, Ngetich va batre el rècord mundial de 10 km femenins als 10 km de Transsilvània a Brasov, Romania, amb un temps de 29:24. Això va superar la marca anterior de 30:01 establerta per Agnes Tirop a Herzogenaurach el 2021. Ngetich va completar els primers 5 km en 14:25, que va ser quatre segons més ràpid que l'anterior rècord mundial femení en aquesta distància. El mateix mes, els organitzadors de la cursa van publicar un comunicat que la distància de la cursa era de 25 m curta, cosa que va provocar un recorregut no apte per a rècord.
El 14 de gener de 2024, Ngetich va establir un rècord mundial dels 10 km correguts per una dona en una cursa mixta. Al 10K València, va millorar en 28 segons l'antic Rècord del Món de Yalemzerf Yehualaw (Etiòpia) establert el 2022. Ngetich va tenir un temps final de 28:46. La seua actuació va ser més ràpida que el rècord mundial de 10.000 m de Letesenbet Gidey amb 29:01.03. També va millorar el rècord mundial dels 5 km correguts per una dona en una cursa mixta quan va passar pel punt de control de 5 km en 14:13, 6 segons més ràpid que el rècord anterior establert per l'Ejgayehu Taye d'Etiòpia el 2021.
Al Campionat del Món de Camp a Través de 2024 a Sèrbia va acabar en cinquè lloc, i Kenya va guanyar l'or per equips.
Pista
- 3000 metres – 8:32,62 ( Oslo 2023)
- 5000 metres – 14:36,70 ( París 2024)

Carretera
- 5 quilòmetres – 14:13 ( València 2024)
- 10 quilòmetres – 28:46 ( València 2024)